# Собрадо (Леон)
Собрадо (ісп. Sobrado) — муніципалітет в Іспанії, у складі автономної спільноти Кастилія-і-Леон, у провінції Леон. Населення — 395 осіб (2010).
Муніципалітет розташований на відстані близько 350 км на північний захід від Мадрида, 110 км на захід від Леона.
На території муніципалітету розташовані такі населені пункти: (дані про населення за 2010 рік)
- Кабаркос: 48 осіб
- Кабеса-де-Кампо: 64 особи
- Кансела: 15 осіб
- Фрієра: 41 особа
- Портела-де-Агіар: 42 особи
- Рекехо: 28 осіб
- Собрадо: 126 осіб
- Собредо: 23 особи
- Агіар: 8 осіб

## Демографія
Динаміка населення (INE ):